# Долгая прогулка
«Долгая прогулка» (англ. The Long Walk; также известен под названием «Длинный путь») — роман американского писателя Стивена Кинга в жанре триллера с элементами психологической драмы, написанный в 1966 году и впоследствии опубликованный 3 июля 1979 года под псевдонимом Ричард Бахман.

## Концепция романа
Формально роман представляет собой антиутопию, при этом обычного для антиутопий подробного объяснения существующей общественной организации нет.
Действие романа происходит в США в недалёком будущем; к этому времени миллионеры исчезли, а страна стала полицейским государством. У власти стоит некто Главный (англ. Major, в другом переводе Майор), тоталитарный правитель. Ему подчиняется мощная военная организация «Взводы» (англ. Squads, в другом переводе «Эскадрон»; от англ. «squad» — «отряд»). О времени действия прямо не говорится, но упоминается пикетчик, протестующий против утраты суверенитета США над Панамским каналом, что в реальной истории, согласно договору, должно было произойти (и произошло) 31 декабря 1999 года. Кроме того, всё ещё популярен актёр Джон Траволта.
Имеются отдельные намёки на альтернативный ход истории в реальности романа. В частности, упоминаются некие «немецкие воздушные налёты на побережье Соединённых Штатов в последние дни Второй мировой войны», а также «германские ядерные базы», как минимум одна из которых (в Сантьяго) была в 1953 году захвачена американцами.
Каждый год проводится «Долгая Прогулка» — важное общенациональное мероприятие, представляющее собой игру на выживание, на которой делают очень крупные ставки. Прогулка стартует 1 мая в штате Мэн на границе с Канадой — 100 юношей в возрасте 16-17 лет со всей страны, прошедшие перед этим строгий отбор, начинают соревнование за Приз (крупная сумма денег и всё, что пожелаешь, до конца своих дней).
Правила «Долгой Прогулки» — участники идут по трассе, а их сопровождает группа вооружённых солдат на двух автомобилях, оснащённых разнообразной аппаратурой, фиксирующей параметры участников. Минимальная скорость Идущего — 4 мили/час. Если Идущий сбавляет скорость ниже минимума или идёт в обратном направлении, ему выносится первое предупреждение; если скорость Идущего не увеличилась, через 30 секунд он получает второе предупреждение, потом третье, а через 30 секунд после третьего предупреждения Идущего убивают (расстреливают). Если Идущий в течение часа не получил новых предупреждений, одно из прежних предупреждений аннулируется. Проявление физической агрессии одного Идущего к другому также карается предупреждением. Раз в сутки участнику выдаётся пояс с пищевыми концентратами. Вода во флягах без ограничений выдаётся солдатами по первому требованию. Помощь от не участвующих в «Долгой Прогулке» запрещена, но участникам разрешается помогать друг другу. «Долгая Прогулка» не останавливается ни на минуту, пока в живых не останется один — Победитель.

## Сюжет
16-летний Рэймонд Гаррати из штата Мэн выходит на «Долгую Прогулку» в числе 100 её участников. На этом пути он обретает друзей и тут же теряет их, также ему приходится многое переосмыслить и многое понять. Его лучшим другом становится другой Идущий, Питер Макврайс, и не менее важным для него становится знакомство с ещё одним Идущим — Стеббинсом.

### Маршрут «Долгой Прогулки»
В начале «Долгой Прогулки» участники стартуют в 09:00 утра у границы США и Канады в сельской местности около Хэмлена, а через 1 час пути они видят дорожный знак, сообщающий, что до Лаймстоуна 10 миль. После Лаймстоуна маршрут пролегает на юг через Карибу, Олд-Таун, Огасту, Льюистон, Фрипорт (около 500 километров («Было девять часов — уже в четвёртый раз. Их оставалось двадцать четыре, и они входили во Фрипорт»)), Портленд, Портсмут и заканчивается в Данверсе.
Протяжённость всего маршрута «Долгой Прогулки» составляет около 670 километров.

## Персонажи
Из 100 участников «Долгой Прогулки» в романе хотя бы однократно упоминаются 45 человек. Среди тех из них, с кем больше всего общался Гаррати, он и Питер Макврайс выделяют «Общество мушкетёров» — команду друзей, которые помогают друг другу в пути (имеются в виду герои романа Александра Дюма-отца «Три мушкетёра» как эталон благородства). Макврайс включает в неё Гаррати, себя, Бейкера, Абрахама, Паркера и (с сомнением) Стеббинса.
- Рэймонд (Рэй) Гаррати (№47) — 16-летний юноша, главный герой повествования. Родом из Паунала (штат Мэн). Добрый парень, неглупый, очень выносливый. Его отца за антиправительственные разговоры «увели Взводы», когда Гаррати был ещё ребёнком. Матерью был воспитан в строгости, девственник, хотя встречается с девушкой Джен, в которую нежно влюблён. Точно неизвестно, из-за чего пошёл на «Долгую Прогулку», но уверяет, что не из-за денег. Вместе с Макврайсом начал играть, как «мушкетёр».
- Питер (Пит) Макврайс (№61) (в другом переводе Макфрис) — 16-летний черноволосый сильный юноша из Пассаика (штат Нью-Джерси). Крепкого телосложения, со шрамом на щеке. Иногда груб, пессимист. Пошёл на «Долгую Прогулку», потому что хотел умереть, в том числе из-за того, что у него не сложились отношения с его первой любовницей Присциллой (которая и оставила ему шрам). На «Долгой Прогулке» становится другом Гаррати. Вместе с Гаррати основал «Общество мушкетёров». Сел на дорогу и был застрелен.
- Стеббинс (№88) — 17-летний тощий блондин, одиночка, склонен к философствованию и парадоксам. Непонятная личность, ближе к финалу «Долгой Прогулки» рассказывает о себе, что является незаконнорождённым сыном Главного (остаётся неизвестным, правда ли это); Гаррати всю дорогу стремился его понять. Пошёл на «Долгую Прогулку», чтобы в качестве Приза получить официальное признание себя сыном Главного. Хотя и не выглядел крепким, шёл прекрасно. Был застрелен последним.
- Артур (Арт) Бейкер (№3) — крепкий парень, южанин, со спокойным и несколько застенчивым характером. Пошёл на «Долгую Прогулку» ради Приза. Один из «мушкетёров». У него начала безостановочно течь кровь из носа. Перед смертью попросил Гаррати не смотреть, как его будут убивать, назвав его настоящим другом. Был застрелен.
- Абрахам (№2) — высокий рыжий добродушный парень, умён, с чувством юмора. На «Долгую Прогулку» вышел ради шутки, чтобы «надрать яйца Главному». Член «Общества мушкетёров», но предложивший остальным перестать играть как «мушкетёры», когда «Долгая Прогулка» близилась к финалу. Упал и пополз, но был застрелен.
- Колльер (Колли) Паркер (№71—79) — «злобный сукин сын» для большинства участников «Долгой Прогулки», но неплохой человек. Смелый, бунтарь по природе, способен на открытое противостояние властям. Один из «мушкетёров». Успел выхватить ружье и застрелить одного солдата, но в итоге сам был застрелен.
- Генри (Хэнк) Олсон (№70) — высокий парень, несколько тщеславный и очень глупый, любитель поддеть кого-то ради острого словца. Пошёл на «Долгую Прогулку» ради Приза. Сошёл с ума, перестал есть и пить. Попытался отобрать оружие у солдат и был застрелен.
- Скрамм (№85) — огромный, добродушный, простой парень. Женат, пошёл на «Долгую Прогулку» ради денег для своей семьи и исполнения давней мечты — участия в «Долгой Прогулке». Простудился и сильно заболел. Сел вместе с одним из участников перед фургоном солдат и был застрелен.
- Гэри Баркович (№5) — невысокий темноволосый парень из Вашингтона. Озлобленный, подлый и несчастный человек, который не ладил с окружающими. Его оскорбления в адрес другого участника «Долгой Прогулки» («приземистого, некрасивого парня с дурацкой фамилией Рэнк») стали причиной его гибели, из-за чего его невзлюбили другие участники «Долгой Прогулки» (особенно Макврайс). Сошёл с ума и покончил с собой, разодрав себе горло.
- Ааронсон (№1) — загорелый и коренастый парень. Остановился из-за судорог и застыл, пока не был застрелен.
- Харкнесс (№49) — парень в очках, который хотел написать книгу про «Долгую Прогулку». Недолго был лидером, но был застрелен.
- Перси (№31) — Неуклюже попытался сбежать в лес, но был застрелен, когда сошёл с дороги.
- Керли (№7) — костлявый парень в джинсах, у которого свело ногу в начале «Долгой Прогулки». Был застрелен первым.
- Пирсон (№73—81) — парень в очках. Держался долго, но был застрелен вместе с ещё шестью Идущими.
- Эвинг (№9) — темнокожий парень. У него первого появились волдыри на ногах, отчего он замедлился и был застрелен.
- Зак (№100) — парень, споткнувшийся и сильно разбивший колено. Получив третье предупреждение, попытался сбежать, но был застрелен.
- Дейвидсон (№8) — парень с прыщом на подбородке. Был застрелен.
- Гриббл (№48) — круглоголовый парень. Внезапно упал и был застрелен.
- Трейвин — один из прежних лидеров. У него скрутило живот, он упал и был застрелен.
- Фентер (№12) — парень, у которого сильно одеревенела нога. Был застрелен.
- Ларсон (№60) — сел отдохнуть и был застрелен.
- Толанд — Потерял сознание и был застрелен.
- Янник (№98) — друг Уаймена. Был застрелен.
- Мартин (Марти) Уаймен (№97) — друг Янника. Лёг на дорогу и был застрелен.
- Рэнк — парень, которого Баркович спровоцировал на драку, из-за которой Рэнк был застрелен.
- Уэйн (№94) — Был застрелен.
- Брюс Пастор — парень. Один из последних Идущих. Был застрелен.
- Франклин (Фрэнк) Морган (№64) — парень в очках. Был застрелен.
- Тресслер (№92) — получил солнечный удар, потерял сознание и был застрелен.
- Йенсен — во время града запаниковал, принялся бегать кругами и был застрелен.
- Роджер Финам (№13) — был застрелен пятидесятым.
- Джозеф и Майкл (Джо и Майк) — два брата, индейцы из племени хопи. Были лидерами «Долгой Прогулки». У Майкла схватило живот, и он вместе со Скраммом сел перед фургоном солдат и был застрелен; Джозеф предположительно тоже.
- Гарольд Куинс — долговязый парень со злым лицом. Был застрелен.
- Миллиган — мускулистый парень, один из последних выживших. Был застрелен.
- Чарльз (Чарли) Филд — парень. Был застрелен.
- Клингерман (№59) — у него начались сильные рези в животе, из-за чего он замедлился и был застрелен.
- Таббинс (№93) — невысокий парень с веснушками, носил очки. Сошёл с ума и принялся выкрикивать всякий бред. Был застрелен.
- Роберт (Бобби) Следж — ночью попытался сбежать, но был застрелен.
- Джордж Филдер — один из последних Идущих, был похож на скелет. Сошёл с ума и был застрелен.
- Уильям (Билл) Хафф — один из последних Идущих. Был застрелен.

## История создания
В начале 1960-х годов радио и телевизионные станции США организовывали по всей стране пешие маршруты длиной в 50 миль. Кинг рассказывал, что он в те годы не имел личного автомобиля и путешествовал автостопом. 50 миль он никогда не проходил, выдерживал только 20. Эти походы и вдохновили его на создание романа. Прототипом дистанции «Долгой Прогулки» стало шоссе US 1, которое неоднократно упоминается в романе.
Своим появлением роман был также обязан фразе Джона Кеннеди о пользе ходьбы пешком, которую Кинг взял одним из эпиграфов к роману, и популярным во времена молодости Кинга игровым телешоу, являющим собой пример грубости, жестокости и дурного вкуса.
Роман посвящён Джиму Бишопу (англ. Jim Bishop), Барту Хатлену и Теду Холмсу (англ. Ted Holmes); Хатлен был одним из первых, кому Кинг дал почитать этот роман, и после с восторгом вспоминал об этом.
Книга, по словам самого Кинга, — лучшая из его ранних романов.

## Публикация
Кинг несколько раз безуспешно пытался опубликовать этот роман. В 1967 году он посылал роман на конкурс для начинающих авторов, проводящийся издательством «Random House», но получил отказ. Не приняло роман и издательство «Doubleday» — так же, как и ранний вариант романа «Ярость». В итоге автор, создав себе псевдоним Ричард Бахман, «подарил» своему литературному двойнику свои ранние романы, в том числе и «Долгую прогулку».
Роман был впервые опубликован (под псевдонимом) 3 июля 1979 года издательством «Signet Books». Не получив известности, «Долгая прогулка» не переиздавалась, в отличие от других произведений Ричарда Бахмана, пока Стивен Кинг не раскрыл тайну своего псевдонима после публикации романа «Худеющий». В дальнейшем роман «Долгая прогулка» неоднократно переиздавался и отдельной книгой, и в составе сборника «Книги Бахмана» (был опубликован в 1985 году) уже под настоящим именем автора.

### История переводов на русский язык
На русский язык роман впервые был переведён Вадимом Эрлихманом (под псевдонимом В. Вадимов) и издан в 1995 году издательством «Сигма» под названием «Длинный путь». Эрлихман вспоминает, что это издание, как и многие другие российские издания Стивена Кинга начала 1990-х годов, было «пиратским», взять псевдоним его заставило издательство «для конспирации». Сайт «Лаборатория Фантастики» отмечает, что в переводе Эрлихмана по всему тексту романа идут небольшие, не затрагивающие сюжет, сокращения.
В 1998 году роман «Долгая прогулка» в переводе А. Георгиева был выпущен издательством «АСТ» в составе тома «Ярость» и впоследствии неоднократно переиздавался, в том числе и отдельной книгой.

## Успех романа
В 2000 году Американская библиотечная ассоциация включила роман в список ста лучших книг для подростков, написанных с 1966 по 2000 годы.

## Адаптации
- В 2007 году Фрэнк Дарабонт в интервью высоко оценил этот роман Кинга и предположил, что возьмётся за его экранизацию[15], но по состоянию на 2024 год, никаких сообщений о развитии этого проекта не появилось.
- В 2010 году на английском языке вышла аудиокнига в исполнении Кирби Хейборна[англ.][16].
- В апреле 2018 года было объявлено, что «New Line Cinema» снимет экранизацию романа. Режиссёром фильма выступит Джеймс Вандербильт, а спродюсируют фильм Брэдли Фишер и Уильям Шерак из компании по производству музыки «Mythology Entertainment»[17][18], но по состоянию на 2024 год, никаких сообщений о развитии этого проекта также не появилось.
- В ноябре 2023 года стало известно, что режиссёр Фрэнсис Лоуренс (известный как режиссёр фильма «Я — легенда» и четырёх фильмов франшизы «Голодные игры») снимет экранизацию романа.

## Адаптации в реальной жизни
В 2009 году роман вдохновил шведских поклонников Стивена Кинга на организацию аналогичного состязания на выносливость у себя на родине. Шведская Долгая прогулка, стартующая в Стокгольме, носит название «Maratonmarschen» (ранее — «Fotrally») и представляет собой пешее круглосуточное соревнование без перерыва, пока на ногах не останется только один участник.
Для регистрации требуется уплатить вступительный взнос 850 крон. Участники (старше 16 лет, любого пола, допускаются группы) должны поддерживать минимальную скорость 5 км/ч, раз в 6 часов им разрешается делать 90-секундный перерыв на пополнение запаса воды, еды и лекарств, а также предоставляется 24 минуты в сутки на отправление естественных надобностей. Отстающим участникам выносится предупреждение, и они должны сделать выбор — увеличить скорость или выбыть из соревнования.
На 2024 год рекорд длительности пребывания участников на дистанции составляет 87 часов 48 минут (2018 год) и принадлежит 51-летнему шведу и 40-летней эстонке. Данные о награде победителю расходятся; одни источники называют приз в 20 000 крон, другие — исключительно моральное удовлетворение от победы. По официальной информации из правил соревнования, приз не состоит из денег.

### Комментарии
1. ↑  Эта скорость несколько выше средней скорости ходьбы здорового человека (5 км/ч или 83,4 м/мин)
2. ↑  Около 80 километров